# Ladomerská Vieska
Ladomerská Vieska (in ungherese Ladomérmindszent) è un comune della Slovacchia facente parte del distretto di Žiar nad Hronom, nella regione di Banská Bystrica.